# Far de Santa Pola

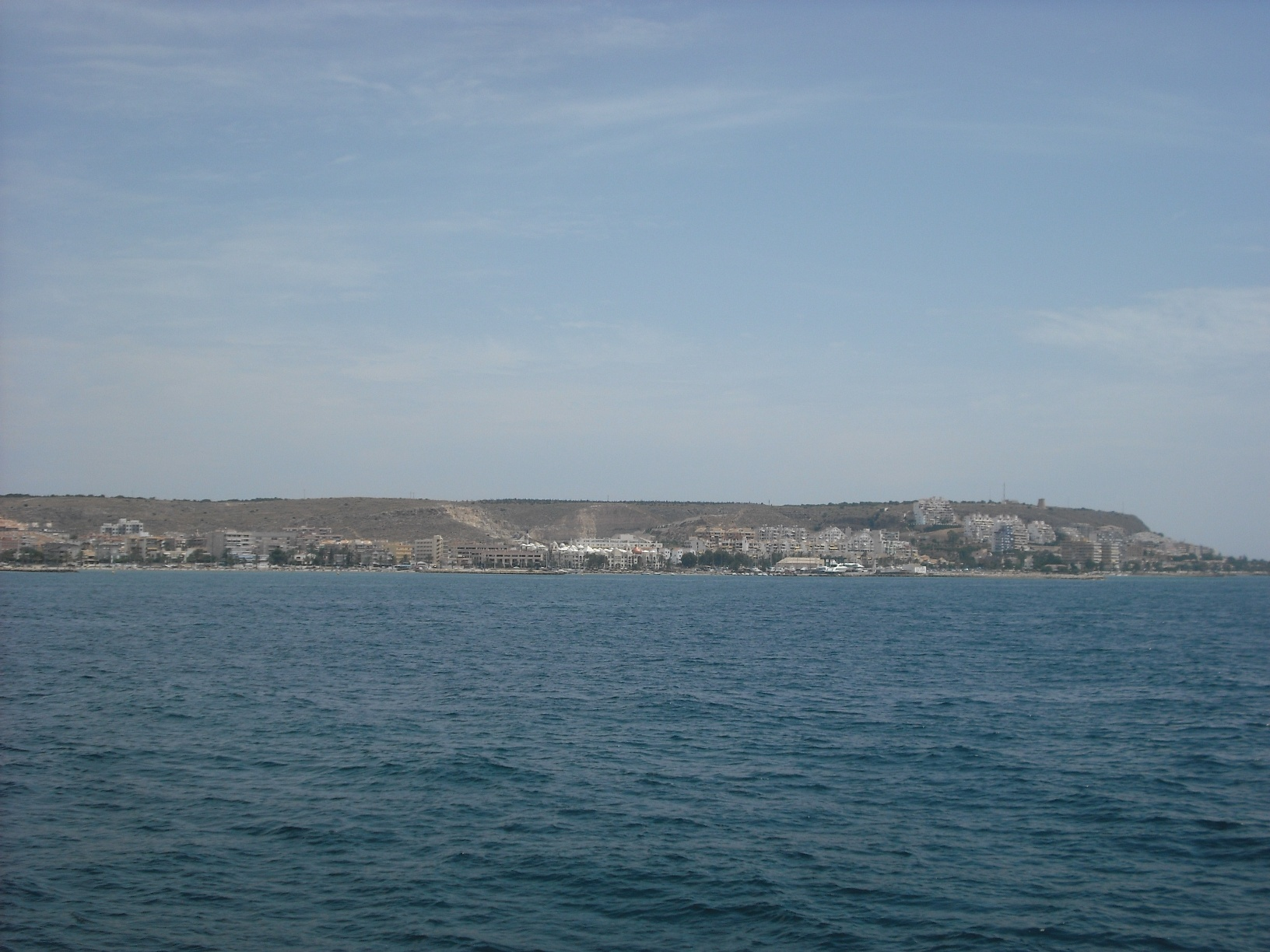
Cap de Santa Pola des del catamarà a Tabarca.

El far del Cap de Santa Pola està situat al cap de Santa Pola, Baix Vinalopó, des d'on domina tant el Golf d'Alacant com el camp d'Elx i l'illa de Tabarca.
Es va construir en 1858 sobre l'antiga torre Talaiola que, al seu torn, s'havia edificat en 1552. Era una torre de planta quadrada i rematada per una cornisa. Actualment es troba molt modificada, arrebossada i pintada, però és encara identificable.